# Turntablism

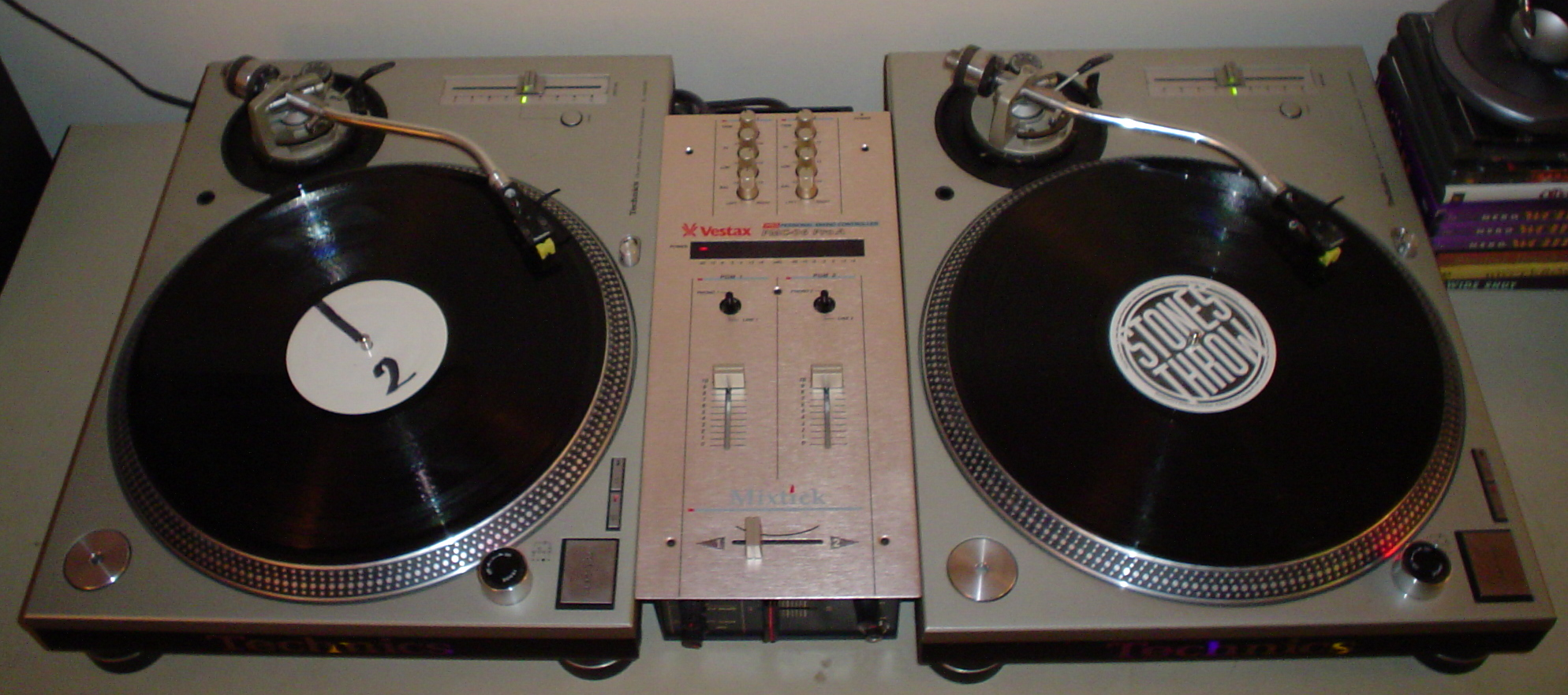
Plats i mesclador

El terme turntablism s'aplica per a diferenciar els DJs que tan sols reprodueix discs dels que manipulen els sons de discs de vinil per crear noves obres. En el turnablism s'apliquen tècniques de control exclusivament i sobre els discs de vinil. Aquestes tècniques són un dels quatre pilars bàsics de la cultura Hip-Hop, es podria traduir com «l'art de fer girar "les taules" (de discs)».
En el turnablism es fan servir: Tècniques de tall, fent servir el crossfader del mesclador; Tècniques de Drumming (percussió), fent servir un bombo i un tambor redoblant per crear uns ritmes a tempo segons es desitgi i tècniques de Beatjuggling (malabarismes amb el beat) que consisteixen a intercalar i combinar beats en dos giradiscs.
Aquest art va néixer l'any 1979 amb la invenció del scratch per DJ Grand Wizard Theodore i encara més el 1982 amb l'aparició de la primera "gratada" de vinl en directe por la televisió quan Grandmixer DXT va acompanyar amb els seus tocadiscs a Herbie Hancock en el tema "Rock It" en la gala dels premis Grammy. Això va influir a molts DJs, com DJ Qbert.
Avui en dia el turntablism segueix creixent com per exemple demostra que es segueixin realitzant els campionats de la DMC (el més destacat campionat mundial de turntablism, vigent en més de 30 països) als quals se li agreguen els de la I.T.F. La indústria discogràfica també fa la seva aportació en aquest moviment editant periòdicament discs de breakbeat i scratch especialment dissenyats per i per a DJs de turntablism.